# نونانوئیک اسید
نونانوئیک اسید (به انگلیسی: Nonanoic acid) با فرمول شیمیایی C۹H۱۸O۲ یک ترکیب شیمیایی با شناسه پاب‌کم ۸۱۵۸ است؛ که جرم مولی آن 158.23 g/mol می‌باشد. شکل ظاهری این ترکیب، مایع روغنی زرد روشن است.